# Poveljstvo strateških sil Pakistanske kopenske vojske
Poveljstvo strateških sil Pakistanske kopenske vojske je operativni korpus Pakistanske kopenske vojske, ki nadzoruje vse pakistanske kopenske jedrske sile.
Sestava in moč korpusa je zaupne narave.